# Oźna

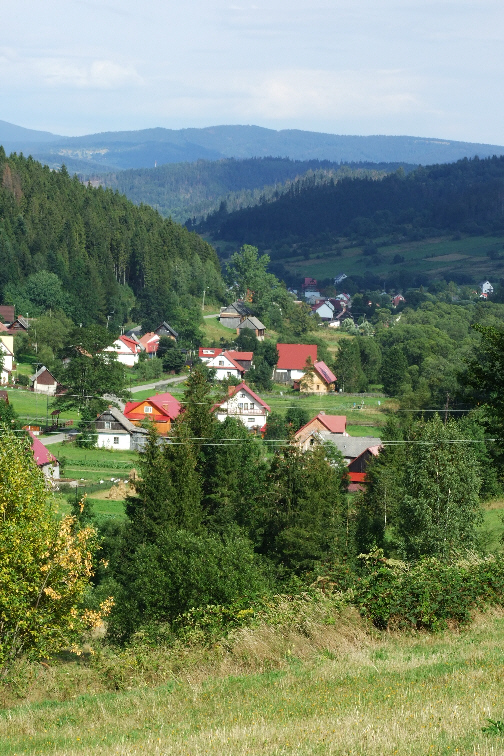
Sicht von der Oźna auf Sól

Oźna (952 m n.p.m.) ist ein Berg im Massiv der Wielka Racza in den Saybuscher Beskiden (poln. Beskid Żywiecki), einem Gebirge in den Äußeren Westkarpaten.
In der Nähe des Gipfels befindet sich ein Aussichtspunkt. Der Berg kann über einen Wanderweg von Rycerka Górna, Sól oder Zwardoń erreicht werden.